# Incredible Hulk
Incredible Hulk (tytuł telewizyjny Niesamowity Hulk, oryg. The Incredible Hulk) – amerykański fantastycznonaukowy film akcji z 2008 roku na podstawie serii komiksów o superbohaterze o pseudonimie Hulk wydawnictwa Marvel Comics. Za reżyserię odpowiadał Louis Leterrier na podstawie scenariusza Zaka Penna. Tytułową rolę zagrał Edward Norton, a obok niego w rolach głównych wystąpili: Liv Tyler, Tim Roth, Tim Blake Nelson, Ty Burrell i William Hurt.
Główny bohater, Bruce Banner, w wyniku napromieniowania zyskuje umiejętność przemiany w Hulka. Od tego czasu ukrywa się i szuka antidotum na swoją przypadłość, ale zostaje wyciągnięty z kryjówki i musi się zmierzyć z potworem nazwanym Abomination.
Incredible Hulk wchodzi w skład I Fazy Filmowego Uniwersum Marvela. Jest to drugi film należący do tej franczyzy i stanowi część jej pierwszego rozdziału zatytułowanego Saga Nieskończoności. Jest to reboot filmu Hulk z 2003 roku. W 2022 roku w serwisie Disney+ zadebiutował serialowy spin-off, Mecenas She-Hulk, z Tatianą Maslany w tytułowej roli.
Światowa premiera filmu miała miejsce 8 czerwca 2008 roku w Los Angeles. W Polsce produkcja ta zadebiutowała 13 czerwca tego samego roku. Incredible Hulk zarobił prawie 265 milionów dolarów, a jego budżet wyniósł 150 milionów. Otrzymał on przeważnie pozytywne oceny od krytyków.

## Streszczenie fabuły
Na Culver University w Wirginii Generał Ross spotyka się z doktorem Bruce’em Bannerem, kolegą i chłopakiem jego córki Betty, w sprawie odtworzenia eksperymentu superżołnierza z czasów II wojny światowej. Próba powtórzenia eksperymentu jednak się nie powodzi, a Banner w wyniku działań promieni gamma przekształca się w Hulka. Hulk niszczy laboratorium oraz rani i zabija przy tym ludzi. Banner rozpoczyna ucieczkę przed armią Stanów Zjednoczonych i Rossem, który chce wykorzystać jego przemianę w celach militarnych .
Pięć lat później Banner pracuje w fabryce napojów w Rio de Janeiro w Brazylii oraz stara się wynaleźć antidotum na swoje przemiany w Hulka korzystając przy tym z pomocy nieznajomego, z którym kontaktuje się przez Internet. Bannerowi udaje się nie przekształcić w Hulka w ciągu ostatnich pięciu miesięcy dzięki ćwiczeniom technik medytacyjnych, jako że jego przemiany następują przy wzroście tętna powyżej 200. W wyniku skaleczenia się krew Bannera dostaje się do jednej z butelek. Starszy pan z Milwaukee kupuje i wypija ten napój, co wywołuje u niego objawy choroby popromiennej. Bruce zostaje namierzony przez Rossa i armię. Ross wysyła do Rio jednostkę SWAT dowodzoną przez Emila Blonsky’ego, aby schwytać Bannera. Jednak ten zamienia się w Hulka i pokonuje drużynę Blonsky’ego. Po akcji Blonsky zgadza się na przyjęcie małej dawki surowicy podobnej do tej, która była podana Bannerowi. Ta powoduje u niego wzrost siły i szybkości, szybsze gojenie się ran, ale także zniekształca jego szkielet i negatywnie wpływa na jego psychikę .
Banner wraca do Culver University i spotyka się z Betty Ross, która umawia się z doktorem Leonardem Samsonem. Tam zostaje zaatakowany przez Rossa i Blonsky’ego, co powoduje jego ponowne przekształcenie się w Hulka. Hulk mocno rani Blonsky’ego i ucieka z Betty. Banner i Betty wspólnie się ukrywają. Banner kontaktuje się z nieznajomym z Internetu i umawia się z nim na spotkanie w Nowym Jorku. Okazuje się on być doktorem biologii, Samuelem Sternsem. Sterns stworzył prawdopodobne antidotum na transformacje Bannera na podstawie próbek krwi, które mu wysyłał. Gdy ujawnia, że chce zastosować syntetyzowane próbki krwi Bannera w medycynie, Banner chce je zniszczyć, by nie wpadły w ręce wojska. W wyniku działania antidotum moc transformacji w Hulka zostaje osłabiona, a Banner zostaje wydany w ręce wojska .
Blonsky ujawnia, że jest całkowicie zdrowy i dołącza do sił Rossa, aby zabrać Bannera do aresztu. Banner razem z Betty zostaje zabrany helikopterem, a Blonsky pozostaje w laboratorium i zmusza Sterna do podania mu próbki krwi Bannera. Sterns ostrzega go, że połączenie surowicy superżołnierza z krwią Bannera może go przeistoczyć w coś „obrzydliwego”. Eksperyment przeistacza Blonsky’ego w stworzenie podobne wielkością i siłą do Hulka, ale doprowadza go do szaleństwa. Atakuje Sternsa, w wyniku czego do ciała naukowca dostaje się krew Bannera i wywołuje u niego mutację. Blonsky jako Abomination zaczyna niszczyć Harlem. Banner zdaje sobie sprawę, że Hulk jest jedynym, który może go powstrzymać. Przekonuje Rossa, aby go uwolnił i wyskakuje z helikoptera. Po uderzeniu w ziemię przeistacza się w Hulka. Po długiej walce Hulk pokonuje Blonsky’ego, a przed zabiciem go powstrzymuje go Betty. Hulk ucieka z Nowego Jorku .
Miesiąc później Banner mieszka w Kolumbii Brytyjskiej, gdzie okazuje się, że jest w stanie przekształcać się w Hulka w sposób kontrolowany. W końcowej scenie Tony Stark spotyka się z Rossem w miejscowym barze i informuje go o powstaniu drużyny .

## Obsada
- Edward Norton jako Bruce Banner / Hulk, naukowiec specjalizujący się w dziedzinach: biochemii, fizyki nuklearnej i promieniowania gamma. W wyniku wypadku zostaje napromieniowany, co skutkuje niekontrolowanymi transformacjami w Hulka – wielkiego, humanoidalnego stwora o nadludzkiej sile i wytrzymałości[5]. Lou Ferrigno użyczył głosu Hulkowi[6].
- Liv Tyler jako Betty Ross, córka Generała Rossa, doktor biologii. Kiedyś spotykała się i współpracowała z Bannerem[7].
- Tim Roth jako Emil Blonsky, brytyjski wojskowy rosyjskiego pochodzenia współpracujący z generałem Rossem, który zostaje poddany eksperymentalnemu serum superżołnierza. Po połączeniu z krwią Hulka przemienia się w potwora nazwanego „Abomination”[8][9].
- Tim Blake Nelson jako Samuel Sterns, biolog, który pomaga Bannerowi odnaleźć antidotum[9].
- Ty Burrell jako Leonard Samson, doktor psychiatrii, który spotyka się z Betty Ross[10].
- William Hurt jako Thaddeus „Thunderbolt” Ross, ojciec Betty Ross i generał armii Stanów Zjednoczonych; jego obsesją jest schwytanie Hulka[11].

W filmie ponadto wystąpili: Christina Cabot jako Kathleen Sparr, oficer armii Stanów Zjednoczonych; Peter Mensah jako Joe Greller, generał i przyjaciel Rossa; Débora Nascimento jako Martina, koleżanka Bannera z fabryki w Rio de Janeiro oraz Martin Starr jako Roger Harrington.
Paul Soles, który podkładał głos Bannerowi w serialu animowanym, The Marvel Super Heroes z 1966 roku, pojawia się jako Stanley Lieber, właściciel pizzerii i przyjaciel Bannera, a Lou Ferrigno, który grał Hulka w serialu Incredible Hulk z 1977 roku zagrał ochroniarza. Rickson Gracie wystąpił w roli instruktora sztuk walki. W rolach cameo pojawili się: twórca komiksów Marvela, Stan Lee, jako mężczyzna pijący napój zakażony krwią Bannera oraz w scenie po napisach Robert Downey Jr. jako Tony Stark.

## Produkcja

### Rozwój projektu

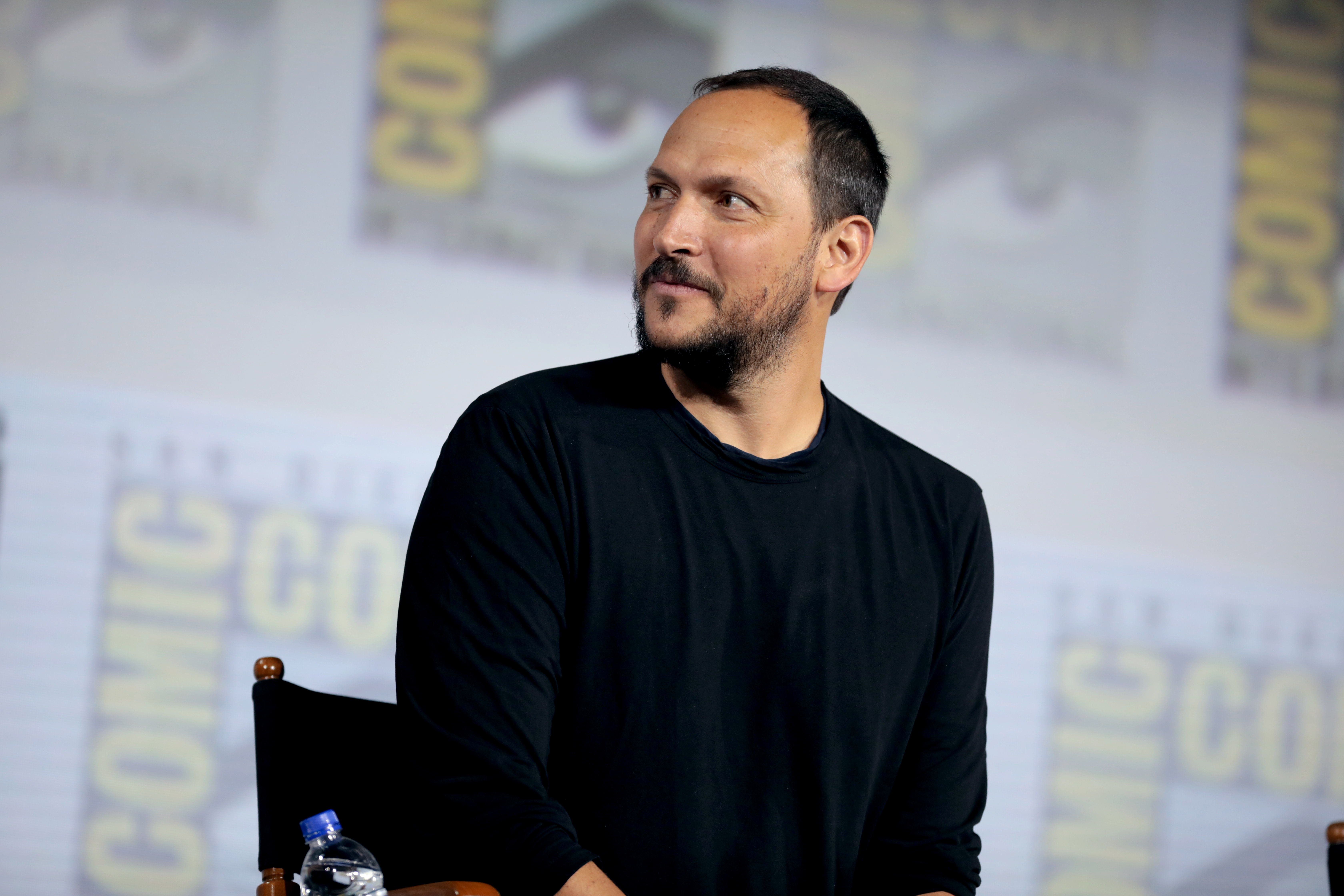
Louis Leterrier, reżyser filmu

Po premierze filmu Hulk w 2003 roku jego scenarzysta, James Schamus, planował jego kontynuację. Miał się w niej pojawić Szary Hulk oraz złoczyńcy Leader i Abomination. Wstępnie planowano premierę sequela na 2005 rok. W związku z tym, że Universal Pictures nie zdążył nakręcić kontynuacji w wyznaczonym czasie, prawa do postaci powróciły do Marvel Entertainment. W styczniu 2006 roku Avi Arad poinformował, że Marvel Studios będzie odpowiedzialne za produkcję i budżet filmu The Incredible Hulk, a Universal Pictures będzie jego dystrybutorem.
Stanowisko reżysera zaproponowano Louisowi Leterrierowi, który zainteresowany był tym stanowiskiem przy filmie Iron Man, które powierzono Jonowi Favreau. Leterrier obawiał się, że nie będzie w stanie naśladować stylu Anga Lee, jednak przedstawiciele studia wyjaśnili mu, że chcieli by była to świeża wizja. Główną inspiracją dla reżysera był komiks Hulk: Gray autorstwa Jepha Loeba i Tima Sale’a. Leterrier ujawnił, że chciał pokazać, jak Bruce Banner zmaga się ze znajdującym się w jego ciele potworem.
Zak Penn, który pracował już nad scenariuszem do pierwszego filmu w 1996 roku, został zatrudniony do napisania scenariusza do The Incredible Hulk. Zawarł w nim dwie sceny ze scenariusza z 1996 roku. Penn napisał łącznie trzy szkice scenariusza i zrezygnował w 2007 roku. Kiedy Edward Norton rozpoczął negocjacje ze studiem dotyczące głównej roli w 2006 roku, zaproponowano mu również napisanie scenariusza. Pierwszy szkic miał przedstawić studiu w ciągu miesiąca. Norton po jego oddaniu pracował nad scenariuszem dodając do niego nowe elementy jeszcze w momencie gdy wykonano już połowę zdjęć do filmu. W listopadzie studio wyznaczyło datę amerykańskiej premiery na 13 czerwca 2008 roku. Leterrier zaznaczył, że film jest rebootem, a Kevin Feige wyjawił, że nie planowano opowiedzenia kolejny raz genezy superbohatera, ponieważ uznano, że jest ona znana widzom, a jedynym powodem, dla którego powstał The Incredible Hulk, było wprowadzenia postaci Hulka do Filmowego Uniwersum Marvela. Krótko po premierze filmu Gale Anne Hurd określiła go jako trochę reboot i po części sequel Hulka z 2003 roku. Gildia Scenarzystów zdecydowała się ostatecznie przypisać autorstwo scenariusza Pennowi argumentując, że zmiany dokonane przez Nortona nie były duże.

### Casting
W kwietniu 2006 roku Edward Norton rozpoczął negocjacje ze studiem dotyczące zagrania tytułowej roli. W kwietniu 2007 roku poinformowano, że zagra Bruce’a Bannera. David Duchovny i Mark Ruffalo również byli brani pod uwagę do tej roli. Ostatecznie Ruffalo zastąpił Nortona w kolejnych produkcjach Filmowego Uniwersum Marvela. W maju do obsady dołączyli: Liv Tyler jako Betty Ross i Tim Roth jako Abomination. W czerwcu ujawniono, że William Hurt zagra Thaddeusa Rossa. W lipcu do obsady dołączyli Tim Blake Nelson w roli Samuela Sternsa i Christina Cabot. W październiku poinformowano, że Ty Burrell wystąpi jako Leonard Samson.

### Zdjęcia i postprodukcja

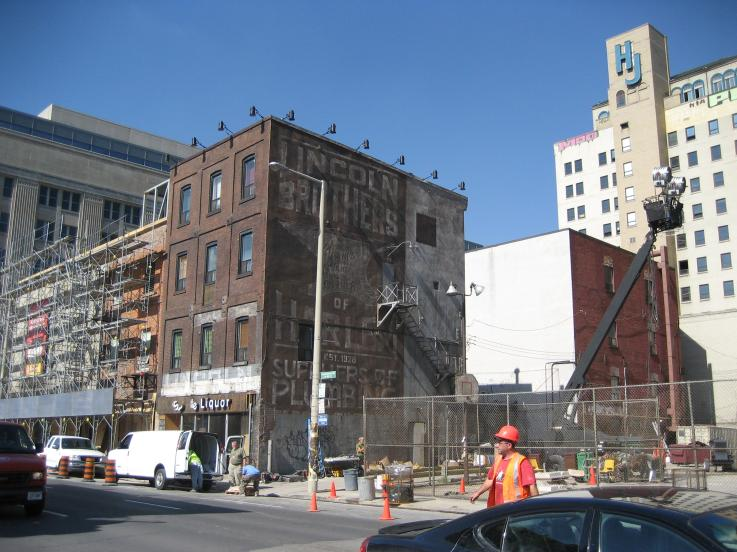
Plan zdjęciowy filmu w Hamilton w Kanadzie

Zdjęcia do filmu rozpoczęły się 8 lipca 2007 roku w Toronto w Kanadzie, gdzie nakręcono sceny na University of Toronto, w Morningside Park, na Yonge Street i w Financial District. Lokacje te posłużyły do scen na Culver University i walki w Harlemie. W opuszczonej fabryce w Hamilton zrealizowano sceny fabryki w Rio de Janeiro. Ekipa zdjęciowa pracowała również w bazie wojskowej CFB Trenton, na lodowcu Bella Coola w Kolumbii Brytyjskiej i w Toronto Film Studios. Przez tydzień realizowano zdjęcia w Nowym Jorku, a dwa ostatnie tygodnie w Rio de Janeiro, gdzie nakręcono sceny w dzielnicach Rocinha, Lapa i Santa Teresa oraz Parku Narodowym Tijuca Forest. Prace na planie zakończyły się pod koniec listopada. Za zdjęcia odpowiadał Peter Menzies Jr. Scenografią zajął się Kirk M. Petruccelli, a kostiumy zaprojektowały Denise Cronenberg i Renée Bravener.
Montażem zajęli się John Wright, Rick Shaine i Vincent Tabaillon. Prawie 70 minut nakręconego materiału przedstawiającego głównie genezę Hulka nie znalazło się w ostatecznej wersji filmu. Efekty specjalne zostały stworzone przez studia produkcyjne: Rhythm and Hues Studios, Soho VFX, Hydraulx i Image Engine, a odpowiadał za nie Kurt Williams. Image Engine przygotowało scenę wędrówki kropli krwi Bannera po piętrach fabryki. Soho VFX i Hydraulx pracowały nad scenami akcji, w tym sceną walki na kampusie uniwersyteckim i początkiem walki na Harlemie. Rhythm & Hues zajęło się wyglądem Hulka i Abomination oraz przygotowało finałową część sceny walki w Harlemie.

## Muzyka
Craig Armstrong został zatrudniony do skomponowania muzyki do filmu. Ścieżka dźwiękowa została nagrana w ciągu czterech dni w Bastyr University Chapel w Kenmore w kwietniu 2008 roku przez 73-osobową orkiestrę Northwest Sinfonia pod kierownictwem Matta Dunkleya. Dwu-płytowy album z muzyką Armstronga, The Incredible Hulk: Original Motion Picture Score, został wydany 10 czerwca 2008 roku przez Marvel Music.
| The Incredible Hulk: Original Motion Picture Score (płyta pierwsza) – 2008 | The Incredible Hulk: Original Motion Picture Score (płyta pierwsza) – 2008 | The Incredible Hulk: Original Motion Picture Score (płyta pierwsza) – 2008 | The Incredible Hulk: Original Motion Picture Score (płyta pierwsza) – 2008 |
| Nr                                                                         | Tytuł utworu                                                               | Muzyka                                                                     | Długość                                                                    |
| -------------------------------------------------------------------------- | -------------------------------------------------------------------------- | -------------------------------------------------------------------------- | -------------------------------------------------------------------------- |
| 1.                                                                         | „The Arctic”                                                               | C. Armstrong                                                               | 2:46                                                                       |
| 2.                                                                         | „Main Title”                                                               | C. Armstrong                                                               | 2:38                                                                       |
| 3.                                                                         | „Rocinha Favela”                                                           | C. Armstrong                                                               | 3:11                                                                       |
| 4.                                                                         | „A Drop of Blood”                                                          | C. Armstrong                                                               | 1:35                                                                       |
| 5.                                                                         | „The Flower”                                                               | C. Armstrong                                                               | 2:49                                                                       |
| 6.                                                                         | „Ross’ Team”                                                               | C. Armstrong                                                               | 1:33                                                                       |
| 7.                                                                         | „Mr. Blue”                                                                 | C. Armstrong                                                               | 1:03                                                                       |
| 8.                                                                         | „Favela Escape”                                                            | C. Armstrong                                                               | 3:35                                                                       |
| 9.                                                                         | „It Was Banner”                                                            | C. Armstrong                                                               | 1:31                                                                       |
| 10.                                                                        | „That Is the Target”                                                       | C. Armstrong                                                               | 5:33                                                                       |
| 11.                                                                        | „Bruce Goes Home”                                                          | C. Armstrong                                                               | 1:24                                                                       |
| 12.                                                                        | „Ross and Blonsky”                                                         | C. Armstrong                                                               | 3:15                                                                       |
| 13.                                                                        | „Return to Culver University”                                              | C. Armstrong                                                               | 2:38                                                                       |
| 14.                                                                        | „The Lab”                                                                  | C. Armstrong                                                               | 1:16                                                                       |
| 15.                                                                        | „Reunion”                                                                  | C. Armstrong                                                               | 3:37                                                                       |
| 16.                                                                        | „The Data / The Vial”                                                      | C. Armstrong                                                               | 1:20                                                                       |
| 17.                                                                        | „They’re Here”                                                             | C. Armstrong                                                               | 3:06                                                                       |
| 18.                                                                        | „Give Him Everything You’ve Got”                                           | C. Armstrong                                                               | 6:08                                                                       |
| 19.                                                                        | „Bruce Can’t Stay”                                                         | C. Armstrong                                                               | 1:53                                                                       |
| 20.                                                                        | „First Injection”                                                          | C. Armstrong                                                               | 1:02                                                                       |
| 21.                                                                        | „Is It Safe?”                                                              | C. Armstrong                                                               | 1:06                                                                       |
| 22.                                                                        | „Hulk Theme”                                                               | C. Armstrong                                                               | 3:59                                                                       |
|                                                                            |                                                                            |                                                                            | 56:58                                                                      |

| The Incredible Hulk: Original Motion Picture Score (płyta druga) – 2008 | The Incredible Hulk: Original Motion Picture Score (płyta druga) – 2008 | The Incredible Hulk: Original Motion Picture Score (płyta druga) – 2008 | The Incredible Hulk: Original Motion Picture Score (płyta druga) – 2008 |
| Nr                                                                      | Tytuł utworu                                                            | Muzyka                                                                  | Długość                                                                 |
| ----------------------------------------------------------------------- | ----------------------------------------------------------------------- | ----------------------------------------------------------------------- | ----------------------------------------------------------------------- |
| 1.                                                                      | „Saved from the Flames”                                                 | C. Armstrong                                                            | 0:53                                                                    |
| 2.                                                                      | „Grotto”                                                                | C. Armstrong                                                            | 2:53                                                                    |
| 3.                                                                      | „Arrival at the Motel”                                                  | C. Armstrong                                                            | 1:47                                                                    |
| 4.                                                                      | „I Can’t”                                                               | C. Armstrong                                                            | 2:15                                                                    |
| 5.                                                                      | „Abomination Alley”                                                     | C. Armstrong                                                            | 3:56                                                                    |
| 6.                                                                      | „They Found Bruce”                                                      | C. Armstrong                                                            | 2:51                                                                    |
| 7.                                                                      | „Bruce Looks for the Data”                                              | C. Armstrong                                                            | 1:05                                                                    |
| 8.                                                                      | „Cab Ride in NYC”                                                       | C. Armstrong                                                            | 1:17                                                                    |
| 9.                                                                      | „The Mirror”                                                            | C. Armstrong                                                            | 1:17                                                                    |
| 10.                                                                     | „Stern’s Lab”                                                           | C. Armstrong                                                            | 4:16                                                                    |
| 11.                                                                     | „Bruce Darted”                                                          | C. Armstrong                                                            | 3:00                                                                    |
| 12.                                                                     | „I Want It, I Need It”                                                  | C. Armstrong                                                            | 1:35                                                                    |
| 13.                                                                     | „Blonsky Transforms”                                                    | C. Armstrong                                                            | 1:15                                                                    |
| 14.                                                                     | „Bruce Must Do It”                                                      | C. Armstrong                                                            | 2:11                                                                    |
| 15.                                                                     | „Harlem Brawl”                                                          | C. Armstrong                                                            | 3:50                                                                    |
| 16.                                                                     | „Are They Dead?”                                                        | C. Armstrong                                                            | 2:40                                                                    |
| 17.                                                                     | „Hulk Smash”                                                            | C. Armstrong                                                            | 2:24                                                                    |
| 18.                                                                     | „Hulk and Betty”                                                        | C. Armstrong                                                            | 1:49                                                                    |
| 19.                                                                     | „A Tear”                                                                | C. Armstrong                                                            | 1:00                                                                    |
| 20.                                                                     | „Who's We?”                                                             | C. Armstrong                                                            | 0:55                                                                    |
| 21.                                                                     | „The Necklace”                                                          | C. Armstrong                                                            | 1:44                                                                    |
| 22.                                                                     | „Bruce and Betty”                                                       | C. Armstrong                                                            | 5:06                                                                    |
| 23.                                                                     | „Hulk Theme (End Credits)”                                              | C. Armstrong                                                            | 3:58                                                                    |
|                                                                         |                                                                         |                                                                         | 53:57                                                                   |

## Promocja
W lipcu 2006 roku Louis Leterrier pojawił się na panelu studia podczas San Diego Comic-Conu. Pierwszy zwiastun filmu pojawił się w 12 marca 2008 roku, natomiast drugi udostępniono 30 kwietnia. 5 czerwca Sega wydała grę wideo The Incredible Hulk. Edward Norton, Tim Roth, Liv Tyler, William Hurt i Tim Blake Nelson powtarzają w niej swoje role z filmu. Gra została wydana na konsolach: PlayStation 2, PlayStation 3, Wii i Xbox 360, na przenośnej konsoli Nintendo DS oraz na system operacyjny Microsoft Windows. 9 czerwca film był promowany podczas programu American Gladiators, który prowadził Hulk Hogan z gościnnym udziałem Lou Ferrigno.
Partnerami promocyjnymi filmu były firmy: Burger King, 7-Eleven, Kmart, Kellogg Company, Sargento, AirHeads, Hasbro i General Nutrition Corporation.
Komiksy powiązane / Przewodniki
9 i 15 października 2008 roku Marvel Comics wydało nieoficjalny dwu-zeszytowy komiks The Incredible Hulk: The Fury Files, za którego scenariusz odpowiadał Frank Tieri, a za rysunki Salvadore Espin. Natomiast 21 października został wydany kolejny nieoficjalny, jedno-zeszytowy komiks The Incredible Hulk: The Big Picture, który był dostępny dla klientów sieci Walmart kupujących film. Jego scenariusz napisał Peter David, a rysunki stworzył Dave Ross.
25 listopada 2015 roku został wydany cyfrowo Guidebook to the Marvel Cinematic Universe: Marvel’s The Incredible Hulk, który zawiera fakty dotyczące filmu, porównania do komiksów oraz informacje produkcyjne . 5 kwietnia 2017 roku udostępniono drukiem wydanie zbiorcze, w którym znalazła się także treść tego przewodnika, zatytułowana Marvel Cinematic Universe Guidebook: The Avengers Initiative.

## Wydanie

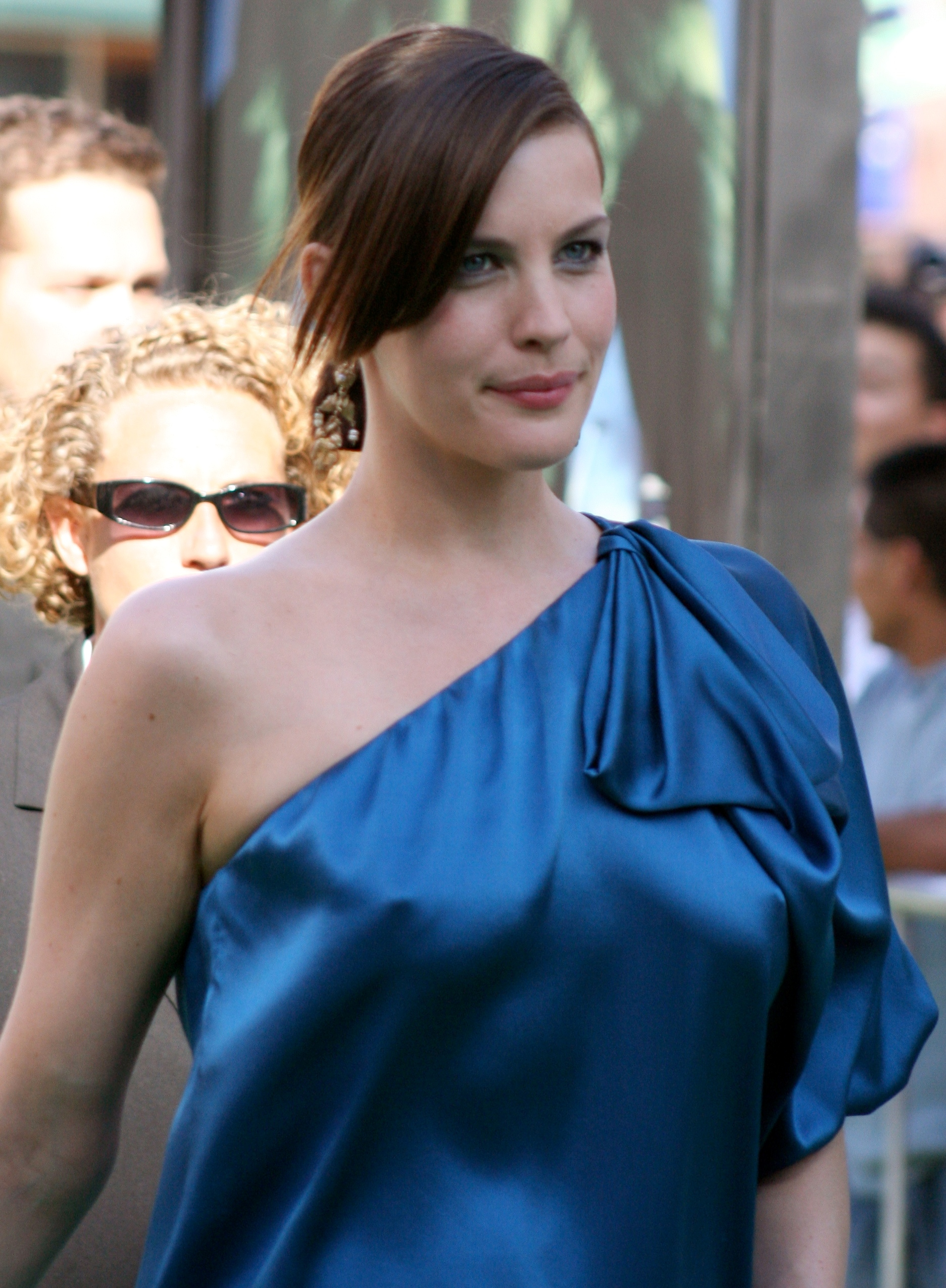
Liv Tyler podczas premiery w Los Angeles

Światowa premiera filmu Incredible Hulk miała miejsce 8 czerwca 2008 roku w Gibson Amphitheatre w Los Angeles. W wydarzeniu tym uczestniczyła obsada, twórcy filmu oraz zaproszeni goście. Premierze towarzyszył czerwony dywan oraz szereg konferencji prasowych.
Dla szerszej publiczności film zadebiutował 11 czerwca na Ukrainie. Następnego dnia, 12 czerwca, pojawił się w Portugalii, Chile, Rosji, Australii, Nowej Zelandii i Korei Południowej. Od 13 czerwca dostępny był w Stanach Zjednoczonych, Kanadzie, Norwegii, Szwecji, Wielkiej Brytanii, Brazylii, Meksyku, na Filipinach i Tajwanie oraz w Polsce. Jeszcze w tym samym miesiącu zadebiutował w Szwajcarii, Holandii, Belgii, Izraelu, Zjednoczonych Emiratach Arabskich, Hiszpanii, Indiach i Kolumbii i we Włoszech. W lipcu pojawił się w Niemczech, Francji, Austrii i Wietnamie. W Japonii zadebiutował 1 sierpnia, a w Chinach dostępny był od 20 sierpnia.
Film został wydany na nośnikach DVD i Blu-ray 21 października 2008 roku w Stanach Zjednoczonych przez Universal Pictures Home Entertainment. W Polsce został wydany 2 lutego 2009 roku przez Tim Film Studio.
2 kwietnia 2013 roku został wydany również w 10-dyskowej wersji kolekcjonerskiej Marvel Cinematic Universe: Phase One Collection, która zawiera 6 filmów Fazy Pierwszej, a 15 listopada tego samego roku został zawarty w specjalnej edycji zawierającej 23 filmy franczyzy tworzące The Infinity Saga.
W czerwcu 2023 roku, 15 lat po premierze filmu, pełne prawa do filmu powróciły z Universal Pictures do Marvel Studios. Równocześnie dystrybutorem filmu zostało Walt Disney Studios Motion Pictures, a Incredible Hulk pojawił się 16 czerwca tego samego roku na Disney+.

## Odbiór

### Box office
Incredible Hulk mając budżet wynoszący 150 milionów dolarów, zarobił w weekend otwarcia ponad 31 milionów dolarów debiutując w 38 krajach. W weekend otwarcia w Stanach Zjednoczonych i Kanadzie uzyskał przychód wynoszący ponad 55 milionów. Jego łączny przychód z biletów na świecie osiągnął prawie 265 milionów dolarów, z czego w Stanach Zjednoczonych i Kanadzie zarobił prawie 135 milionów.
Do największych rynków należały: Wielka Brytania (15,2 miliona), Meksyk (12,7 miliona), Francja (9,7 miliona), Chiny (9,3 miliona), Hiszpania (7,7 miliona), Włochy (6,5 miliona), Rosja (6,4 miliona) i Korea Południowa (6,4 miliona). W Polsce w weekend otwarcia film zarobił ponad 160 tysięcy dolarów, a w sumie ponad 480 tysięcy.

### Krytyka w mediach
Film spotkał się z przeważnie pozytywną reakcją krytyków. W serwisie Rotten Tomatoes 67% z 237 recenzji uznano za pozytywne, a średnia ocen wystawionych na ich podstawie wyniosła 6,2/10. Na portalu Metacritic średnia ważona ocen z 38 recenzji wyniosła 61 punktów na 100. Natomiast według serwisu CinemaScore, zajmującego się mierzeniem atrakcyjności filmów w Stanach Zjednoczonych, publiczność przyznała mu ocenę A- w skali od F do A+.
Todd McCarthy z „Variety” napisał: „Ta głośna i pełna wartkiej akcji produkcja, z radością dająca odbiorcom to, czego oczekują, potrząśnie hojnie monetą na wszystkich rynkach”. A.O. Scott z „The New York Times” stwierdził, że Incredible Hulk to: „Średni film o superbohaterach! Chciałbym móc powiedzieć, że był niesamowity”. Simon Crook z „Empire Magazine” napisał, że: „Hulk 2.0 jest z pewnością bardziej przekonującą propozycją niż rzucający czołgami balon na ogrzane powietrze z filmu Lee. Z większą wagą, ciężarem i ścięgnami, bez latających bzdur”. Kirk Honeycutt z „The Hollywood Reporter” stwierdził, że: „Hulk to zgrabna, ekscytująca przejażdżka z inteligentnym scenariuszem Zaka Penna i sprytną, przemyślaną reżyserią francuskiego reżysera serii The Transporter, Louisa Leterriera”. Peter Bradshaw z „The Guardian” napisał: „Krytyk pamięta wersję Anga Lee. Wersja Anga Lee przestała działać. Jednak nowy, bzdurny film o Hulku sprawia, że [film z 2003] jest dobry niczym Obywatel Kane. Krytyk opuścił kino urażony. Film zabrał krytykowi dwie godziny życia. Krytyk już ich nie odzyska. Nigdy. Rarrrrr”. Eric Moro z IGN stwierdził, że: „Incredible Hulk jest dokładnie tym, czym powinien być: akcja totalna, która resetuje kinową ciągłość fabularną ikony komiksu i toruje drogę do przyszłych odsłon”. Lou Lumenick z „New York Post” napisał: „Podobnie jak jego potworny bohater, Incredible Hulk wykonuje swoją pracę przy minimalnej wirtuozerii i z dużą ilością hałasu”. Natomiast Mark Rahner z „The Seattle Times” stwierdził, że „Przynajmniej nie jest to kolejny film o genezie, która trwa wiecznie”.
Robert Ziębiński z tygodnika „Newsweek” napisał, że: „Problem tej ekranizacji przygód Hulka leży w niekonsekwencji akcji, napięcie w filmie faluje raz opadając w rejony nudy, raz wznosząc się i nabierając niesamowitego tempa. Ten brak konsekwencji w prowadzeniu akcji po pewnym czasie zaczyna nudzić, niestety”. Krzysztof Michałowski z portalu Filmweb stwierdził, że: „Miało być zielono i ponętnie – i tak jest. Każdy fan komiksów oraz spracowana dziatwa oczekująca nietuczącego popcornu powinna być usatysfakcjonowana. Bo Hulka ogląda się być może bezmyślnie, ale z całą pewnością dobrze”. Jacek Hałupka z Klubu Miłośników Filmu napisał, że: „Incredible Hulk to adaptacja ze wszech miar udana i satysfakcjonująca, kontynuuje ona kierunek, jaki narzucił niegdyś Bryan Singer swoimi genialnymi „X-menami”, przerabiając komiks na coś więcej niż śmieszną nawalankę rysunkowych postaci, skupiając się bardziej na ludziach, ich cechach i problemach, niż na licznych i fantastycznych talentach”. Alicja Gancarz z Onet.pl stwierdziła: „Minęło niespełna pięć lat od czasu zejścia z dużych ekranów zielonego monstrum, a Hulk znów panoszy się w kinach. Tym razem wychodzi mu to znacznie lepiej”.

### Nagrody i nominacje
| Rok  | Nagroda               | Kategoria                           | Nominowani                     | Rezultat  | Przypis |
| ---- | --------------------- | ----------------------------------- | ------------------------------ | --------- | ------- |
| 2008 | Teen Choice Awards    | Film akcji / film przygodowy lata   | Incredible Hulk                | Nominacja | [ 73 ]  |
| 2008 | National Movie Awards | Najlepszy film o superbohaterach    | Incredible Hulk                | Nominacja | [ 74 ]  |
| 2008 | National Movie Awards | Najlepszy aktor                     | Edward Norton                  | Nominacja | [ 74 ]  |
| 2008 | Scream Awards         | Najlepszy film fantasy              | Incredible Hulk                | Nominacja | [ 75 ]  |
| 2008 | Scream Awards         | Najlepszy aktor w filmie fantasy    | Edward Norton                  | Nominacja | [ 75 ]  |
| 2008 | Scream Awards         | Najlepszy superbohater              | Edward Norton                  | Nominacja | [ 75 ]  |
| 2008 | Scream Awards         | Najlepszy remake                    | Incredible Hulk                | Nominacja | [ 75 ]  |
| 2008 | Scream Awards         | Najlepsza kwestia                   | Incredible Hulk – „Hulk Smash” | Nominacja | [ 75 ]  |
| 2008 | Scream Awards         | Najlepsza adaptacja komiksu         | Incredible Hulk                | Nominacja | [ 75 ]  |
| 2008 | Golden Schmoes Awards | Najlepszy film fantastycznonaukowy  | Incredible Hulk                | Nominacja | [ 76 ]  |
| 2008 | Golden Schmoes Awards | Najbardziej niedoceniony film roku  | Incredible Hulk                | Nominacja | [ 76 ]  |
| 2008 | Golden Schmoes Awards | Najlepsza scena akcji               | Incredible Hulk                | Nominacja | [ 76 ]  |
| 2009 | ASCAP Awards          | Najlepsza ścieżka dźiękowa do filmu | Craig Armstrong                | Wygrana   | [ 77 ]  |
| 2009 | Saturn Awards         | Najlepszy film fantastycznonaukowy  | Incredible Hulk                | Nominacja | [ 78 ]  |

## Kontynuacja
W październiku 2008 roku Kevin Feige poinformował, że Marvel Studios planuje kontynuację. Postać grana przez Tima Blake’a Nelsona, Samuel Sterns, została wprowadzona po to, by był on antagonistą w kolejnym filmie jako Leader. Louis Leterrier miał powrócić na stanowisku reżysera, a Edward Norton i Tim Roth mieli powtórzyć swoje role. W lipcu 2010 roku poinformowano, że Mark Ruffalo, który był brany pod uwagę do roli Bruce’a Bannera, zastąpił Nortona w filmie Avengers. W kwietniu 2012 roku Feige wyjawił, że studio nie planuje w najbliższym czasie kolejnej części o Hulku. W październiku 2014 roku poinformował on, że Hulk będzie pojawiał się w innych produkcjach Filmowego Uniwersum Marvela.
Poza Avengers z 2012 roku, Ruffalo powtórzył rolę Bruce’a Bannera / Hulka w filmach Avengers: Czas Ultrona z 2015, Thor: Ragnarok z 2017, Avengers: Wojna bez granic z 2018 i Avengers: Koniec gry z 2019 roku.
We wrześniu 2018 roku ujawniono, że Marvel Studios pracuje nad kilkoma limitowanymi serialami dla serwisu Disney+. W sierpniu 2019 roku Feige zapowiedział serial Mecenas She-Hulk. W listopadzie Jessica Gao została zatrudniona na stanowisko głównego scenarzysty. We wrześniu 2020 roku poinformowano, że Kat Coiro zajmie się reżyserią kilku odcinków serialu. W grudniu ujawniono, że pozostałą ich część wyreżyseruje Anu Valia. Tytułową rolę zagrała Tatiana Maslany, a Ruffalo i Roth powrócili jako Bruce Banner / Hulk i Emil Blonsky / Abomination.